# John Grace
John Grace, familiarmente Johnny Grace, es el pseudónimo con el que pasó a la historia del motociclismo Juan Manuel Gracia Yome (Gibraltar, década de 1930? – Ibidem, 22 de octubre de 1998), piloto de velocidad gibraltareño que destacó en competiciones internacionales durante las décadas de los 50 y los 60. Grace jugó un papel destacado en la historia de Bultaco, no solo por lo que supuso su fundación (fue uno de los primeros trabajadores procedentes de Montesa de la fábrica de Paco Bultó en su nueva aventura empresarial en 1958), sino también como responsable del desarrollo de motocicletas de competición y como formador de pilotos oficiales de la marca, entre otras funciones relevantes. Paco Bultó declaró en alguna ocasión que John Grace «era el cerebro de Bultaco».

## El porqué de "John Grace"
Si bien Juan Manuel Gracia comenzó su carrera deportiva corriendo como tal, pronto el azar hizo que se le conociese en todo el mundo como John Grace. Con motivo del Gran Premio internacional celebrado en Madrid -en una fecha imprecisa entre finales de la década de los 40 e inicios de los años 1950-, los organizadores se dieron cuenta de que no había suficientes pilotos extranjeros como para otorgarle la categoría internacional al Gran Premio, por lo que decidieron inventarse nombres que sonasen extranjeros para algunos inscritos. Al ser Gracia gibraltareño, a él le correspondió "John Grace" y así fue registrado en las clasificaciones oficiales. El nombre hizo fortuna y desde entonces el piloto fue conocido para siempre como John Grace, pasando así a la posteridad (parece que, de todos los nombres inventados, el suyo fue el único que perduró). El artífice de la idea fue Zacarías Mateos, directico del RMCE, club organizador del Gran Premio.
Como curiosidad, hay que decir que pese a haber nacido en Gibraltar (y con nombre materno, Yome, relativamente frecuente allí), su familia era de origen español y su lengua materna era el castellano.

## Trayectoria deportiva

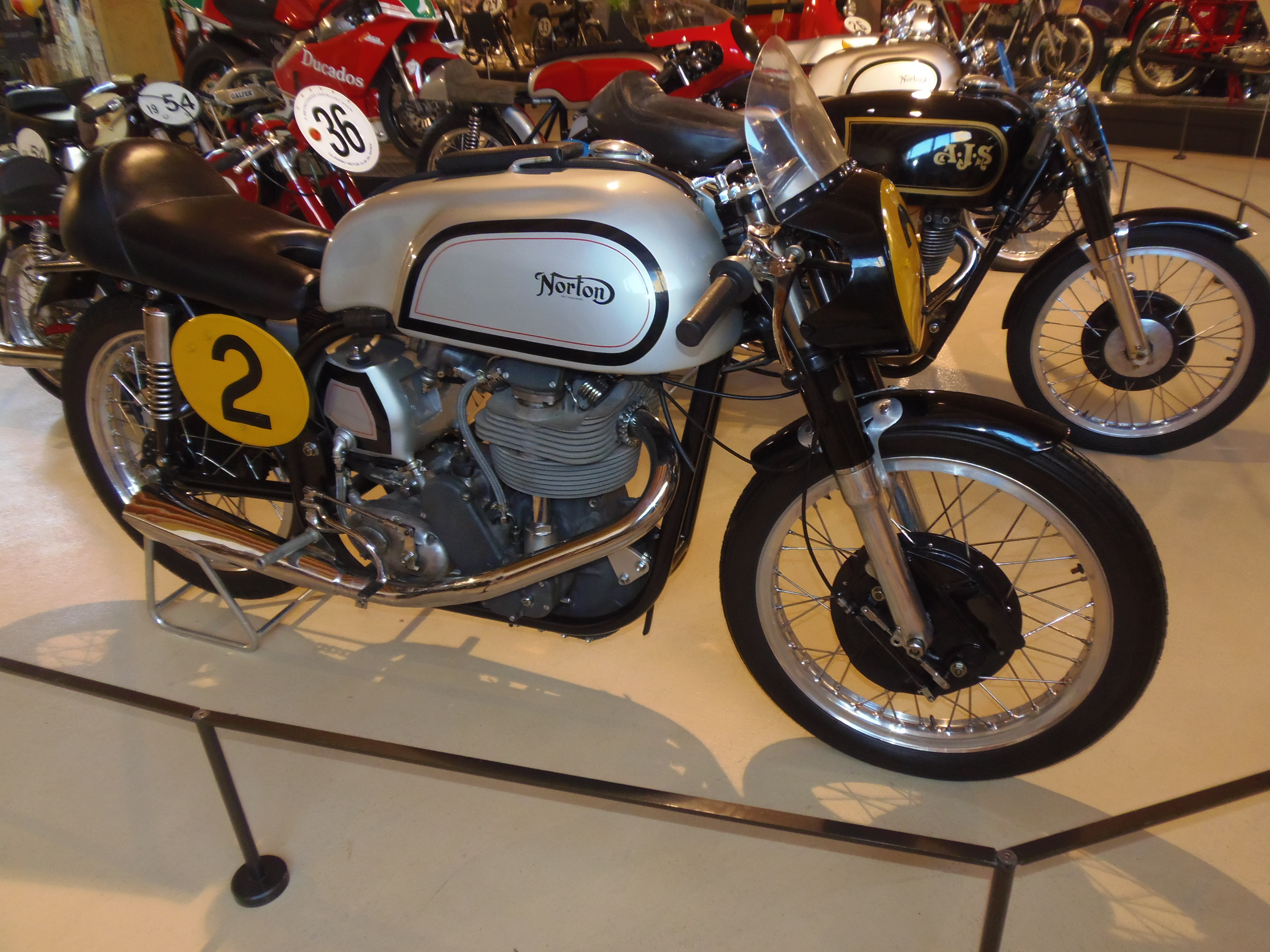
La Norton Manx 500 que pilotó en 1953

John Grace empezó a competir en la España de la posguerra con sus AJS y Norton, que conducía hasta los circuitos donde más tarde las utilizaba para competir. Más adelante, a principios de los 50, empezó a competir por Europa, inicialmente con Nortons de 350 y 500cc. A lo largo de su carrera internacional consiguió resultados remarcables en el Campeonato del Mundo, obteniendo puntos entre las temporadas de 1951 y 1963.
En 1951, el Gran Premio de España celebrado en el circuito de Montjuïc (primera edición de la carrera que puntuaba para el mundial), fue sexto en 350cc con una Norton, posición que mejoró hasta el tercer lugar en 1953. Ese mismo año participó en el TT de la Isla de Man con sus Norton 350 y 500, prueba que repitió al año siguiente, 1954, ya como piloto de Montesa, esta vez en la cilindrada de 125 cc.
Desde entonces y hasta 1958 formó parte del equipo oficial de Montesa, como compañero, entre otros, de Paco González, consiguiendo algunos buenos resultados.

### El cambio a Bultaco
Cuando Paco Bultó inició su nuevo proyecto, Bultaco, John Grace fue de los primeros pilotos y trabajadores de Montesa que trabajaron para él. La nueva empresa se fundó el 17 de mayo de 1958 y la primera moto de la marca, la Bultaco Tralla 101 de 125cc, se presentó el 24 de marzo de 1959. Pocos días después, el 19 de abril, esa moto se estrenaba en competición en Montjuïc (en una carrera complementaria del Gran Premio de España), pilotada por John Grace entre otros, en lo que a priori se preveía un paseo para Bultaco. A la hora de la verdad, la carrera fue muy disputada y el equipo de Montesa opuso una gran resistencia, con una recordada batalla por la victoria entre John Grace y Tei Elizalde, con resultado favorable para Elizalde por tan solo 15 cm de ventaja sobre Grace.
Posteriormente, Bultaco creó su primer equipo de competición (nombrado "Escudería Dos Tiempos"), compuesto inicialmente por Grace, Paco González y Marcel Cama, al cual se le añadió poco después Ricardo Quintanilla, procedente como los otros tres del equipo oficial de Montesa. En 1960, el equipo al completo -reforzado para la ocasión con Georges Monneret- batió diferentes récords mundiales de velocidad en Montlhéry, a bordo de la mítica Bultaco Cazarécords. Ese mismo año, John Grace ya había conseguido un gran resultado en el Gran Premio de España, en Montjuïc (en una edición, sin embargo, que no puntuaba para el mundial), al acabar segundo por solo 36 centésimas en la carrera de 125cc, detrás de Luigi Tavera y su MV Agusta. La Tralla 101 modificada se convirtió en el embrión de la futura Bultaco TSS (de "Tralla Super Sport"), el modelo de Gran Premio de Bultaco que popularizaron en todo el mundo los cuatro pilotos de la escudería Dos Tiempos, un equipo muy compenetrado.

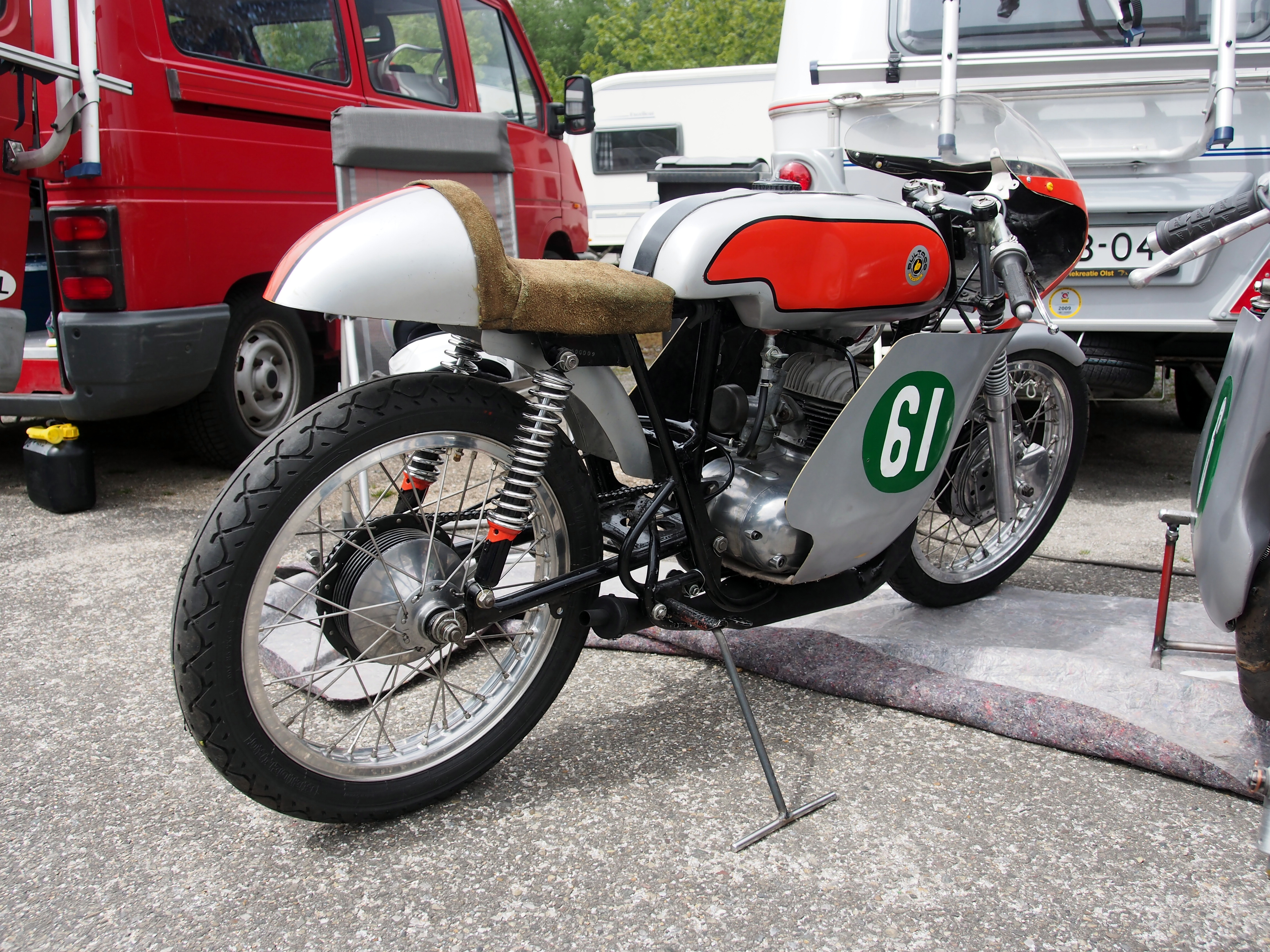
Una Bultaco TSS 250 de mediados de los años 60. Grace participó activamente en el desarrollo de las TSS

La TSS fue un modelo desarrollado y evolucionado en gran medida por John Grace, con la que consiguió varios éxitos en los clásicos circuitos europeos, especialmente los británicos que conocía bien de cuando corría con las Norton. Grace ganó algunas carreras internacionales y puntuó en varios Grandes Premios, especialmente en la categoría de los 125cc. Una de sus actuaciones más recordadas la protagonizó en Monza en 1963, consiguiendo acabar quinto justo por detrás de las Honda oficiales y superando a las Jawa-CZ de fábrica. También con la TSS, ganó numerosas carreras por toda España, muchas de ellas puntuables para el Campeonato de España, aunque nunca consiguió el título de campeón estatal al no puntuar en ellas por su condición de extranjero. A pesar de todo, la afición y los rivales siempre lo consideraron "uno de los suyos".
John Grace protagonizó una larga carrera deportiva hasta que en 1963, poco después de su éxito en Monza, Francesc Xavier Bultó, con quien le unía una gran amistad, le dijo que ya no correría más porque sufría por él (Bultó había observado que en aquella carrera Grace, con problemas en la moto, había corrido demasiados riesgos). A pesar de que John Grace inicialmente no quería obedecerle, acabó aceptando la decisión de su jefe.

## Actividad laboral en Bultaco
Ya durante su época de piloto, Grace compaginó el deporte con cargos de responsabilidad en la empresa, además de ser durante una temporada el concesionario de Bultaco en la zona de Málaga (la sede de la delegación estaba en el número 22 de la Avenida Tomás Heredia de la ciudad andaluza).
Una vez retirado de las carreras, su responsabilidad principal fue, además de colaborar en el desarrollo de los modelos de Bultaco, la formación de los pilotos oficiales de la marca, entre ellos Ramón Torras, a quien Grace acogió y asesoró durante toda su etapa como piloto de la marca, hasta su desgraciado accidente.
A lo largo de su etapa en la empresa, John Grace, con gran ascendencia sobre Paco Bultó, protagonizó varias anécdotas que beneficiaron considerablemente a la marca. Así, ya en 1962 fue en cierto modo responsable del éxito alcanzado por Oriol Puig Bultó y José Sánchez Martínez en los ISDT celebrados en Garmisch-Partenkirchen (en el que los españoles consiguieron sendas medallas de oro con la Sherpa S 175), ya que fue él quien le sugirió a Don Pacoque les sufragara económicamente el viaje. De otro lado, hay que decir que aunque en alguna ocasión se ha atribuido a Grace la paternidad del nombre de la marca, "Bultaco", la idea fue en realidad de Paco Bultó, que ya hacía años que utilizaba ese nombre como una dirección telegráfica para asuntos relativos en sus negocios particulares (BULTACO proviene de la combinación de las cuatro primeras letras del apellido de su fundador, BULTó, con las tres últimas de su nombre, pACO).

### Destinado a los EE.UU.
Más tarde, debido a su condición de angloparlante nativo, Grace fue nombrado director de Bultaco International, la delegación de la empresa en los EE. UU. y se instaló en este país, donde se encargó del mercado que se tenía que convertir en el más importante para la empresa. Establecido con su familia en Virginia Beach (Virginia), durante la década de los 70 sus hijos fueron compitiendo en diferentes carreras del panorama estadounidense de motocross. Desde allí, John Grace protagonizó diferentes iniciativas de gran acierto comercial, tanto en el lanzamiento de modelos específicos para el mercado norteamericano como en el apartado de fichajes de pilotos de éxito.
Tratando de conseguir victorias deportivas de eco en el mercado estadounidense, en 1971 pidió a la fábrica unas cuantas unidades preparadas para carreras de dirt track. Aquellas motocicletas, casi iguales estéticamente a las Pursang de la época, pilotadas por Alan Kenyon y Jim Odom consiguieron sendas victorias contra pronóstico en el Madison Square Garden y en el Astrodome de Houston, ganando a las marcas japonesas (entre ellas Yamaha de Kenny Roberts) y fueron el embrión de las futuras Bultaco Astro.
También fue Grace quien descubrió y llevó a Europa dos de los mejores pilotos que tuvo nunca la marca: Jim Pomeroy y Bernie Schreiber. Al primero lo fichó en invierno de 1973 (es bastante conocida su frase en hablarle a Paco Bultó de Pomeroy por primera vez: «Ninguno, le gustará. Además, lo he contratado por un par de camisetas...») y esa misma primavera, el americano ganó la primera carrera del mundial de motocross, disputada en el circuito del Vallès. A Schreiber le acercó a Los Ángeles, acompañado de Joan Chalamanch, a principios de 1977 para proponerle que disputara las cuatro primeras rondas del mundial de trial en Europa. Los resultados del americano superaron las expectativas con creces.

## Resultados en el Campeonato del Mundo
Sistema de puntuación desde 1950 hasta 1968:
| Posición | 1.º | 2.º | 3.º | 4.º | 5.º | 6.º |
| Puntos   | 8   | 6   | 4   | 3   | 2   | 1   |

### Carreras por año
(Carreras en negrita indica pole position; Carreras en cursiva indica vuelta rápida)
| Año  | Clase | Moto                      | 1       | 2       | 3       | 4      | 5       | 6      | 7     | 8       | 9       | 10    | 11    | 12    | Pts | Pos  |
| ---- | ----- | ------------------------- | ------- | ------- | ------- | ------ | ------- | ------ | ----- | ------- | ------- | ----- | ----- | ----- | --- | ---- |
| 1951 | 350cc | Norton Motorcycle Company | ESP 6   | SUI -   | IOM -   | BEL -  | NED -   | FRA -  | ULS - | NAT -   |         |       |       |       | 1   | 21.º |
| 1952 | 350cc | Norton Motorcycle Company | SUI -   | IOM 15  | NED -   | BEL -  | RFA -   | ULS -  | NAT - |         |         |       |       |       | 0   | –    |
| 1952 | 500cc | Norton                    | SUI -   | IOM 16  | NED -   | BEL -  | RFA -   | ULS -  | NAT - | ESP 10  |         |       |       |       | 0   | –    |
| 1953 | 350cc | Norton                    | IOM 18  | NED -   | BEL -   |        | FRA -   | ULS -  | SUI - | NAT -   |         |       |       |       | 0   | –    |
| 1953 | 500cc | Norton                    | IOM 10  | NED -   | BEL -   | RFA -  | FRA -   | ULS -  | SUI - | NAT -   | ESP Ret |       |       |       | 0   | –    |
| 1954 | 125cc | Montesa                   |         | IOM 7   | ULS -   |        | NED -   | RFA -  | SUI - | NAT Ret |         |       |       |       | 0   | –    |
| 1954 | 350cc | Norton                    | FRA -   | IOM 20  | ULS -   | BEL -  | NED -   | RFA -  | SUI - | NAT -   | ESP 3   |       |       |       | 4   | 15.º |
| 1954 | 500cc | Norton                    | FRA -   | IOM Ret | ULS -   | BEL -  | NED -   | RFA -  | SUI - | NAT -   | ESP Ret |       |       |       | 0   | -    |
| 1955 | 125cc | Montesa                   | ESP Ret | FRA -   | IOM -   | RFA -  |         | NED -  | ULS - | NAT -   |         |       |       |       | 0   | –    |
| 1955 | 500cc | Norton                    | ESP Ret | FRA -   | IOM -   | RFA -  | BEL -   | NED -  | ULS - | NAT -   |         |       |       |       | 0   | –    |
| 1956 | 125cc | MV Agusta                 | IOM Ret | NED 8   | BEL 6   | RFA -  | ULS -   | NAT 10 |       |         |         |       |       |       | 1   | 20.º |
| 1956 | 350cc | Norton                    | IOM Ret | NED Ret | BEL 12  | RFA -  | ULS -   | NAT -  |       |         |         |       |       |       | 0   | –    |
| 1960 | 125cc | Bultaco                   | IOM Ret | NED -   | BEL -   |        | ULS -   | NAT -  |       |         |         |       |       |       | 0   | –    |
| 1961 | 125cc | Bultaco                   | ESP 5   | RFA 9   | FRA -   | IOM 10 | NED 12  | BEL 11 | RFA - | ULS -   | NAT Ret | SWE - | ARG - |       | 2   | 16.º |
| 1962 | 125cc | Bultaco                   | ESP Ret | FRA 7   | IOM Ret | NED -  | BEL Ret | RFA 5  | ULS - | RDA -   | NAT -   | FIN - | ARG - |       | 2   | 19.º |
| 1963 | 125cc | Bultaco                   | ESP Ret | GER Ret | FRA -   | IOM -  | NED -   | BEL -  | ULS - | RDA -   | FIN -   | NAT 5 | ARG - | JAP - | 2   | 18.º |